# Sorriso Futebol Clube
O Sorriso Futebol Clube, anteriormente Associação Grêmio Sorriso, ou simplesmente Sorriso é um clube brasileiro de futebol da cidade de Sorriso, no estado de Mato Grosso. Foi fundado em 2014.

## História
Fez sua estreia profissional na Segunda divisão do Mato-Grossense em 2019. Em 2020, disputou novamente a Segunda divisão, porém com uma campanha boa (somando 4 pontos em 3 jogos) conseguiu pela primeira vez na história o acesso à elite do Campeonato Mato-Grossense de Futebol. Na final, contra o Ação, no primeiro jogo em Sorriso o jogo terminou 0 a 0. No segundo jogo o Grêmio Sorriso tomou 4 a 0 e se tornou vice-campeão.
Em 2022 foi rebaixado no Campeonato Mato-Grossense.

Escudo Antigo do Grêmio Sorriso